# 国家级畜禽遗传资源保护区
中国的国家级畜禽遗传资源保护区，是指国家为保护特定畜禽遗传资源即畜禽及其卵子（蛋）、胚胎、精液、基因物质等遗传材料，在其原产地中心产区划定的特定区域，由农业部根据全国畜禽遗传资源保护和利用规划及国家级畜禽遗传资源保护名录负责建立或者确定，并予以公告。
迄今全国共有22个国家级畜禽遗传资源保护区。

## 国家级畜禽遗传资源保护区列表
- 山西省
  - 国家级广灵驴保护区

- 内蒙古自治区
  - 国家级阿拉善双峰驼保护区
  - 国家级内蒙古绒山羊（阿拉善型）保护区
  - 国家级蒙古马保护区

- 吉林省
  - 国家级中蜂（长白山中蜂）保护区

- 黑龙江省
  - 国家级东北黑蜂保护区

- 江苏省
  - 国家级湖羊保护区
  - 国家级太湖猪（二花脸）保护区

- 浙江省
  - 国家级湖羊保护区

- 福建省
  - 国家级晋江马保护区

- 山东省
  - 国家级渤海黑牛保护区
  - 国家级德州驴保护区

- 湖北省
  - 国家级中蜂（华中中蜂）保护区

- 湖南省
  - 国家级宁乡猪保护区

- 广西壮族自治区
  - 国家级百色马保护区

- 重庆市
  - 国家级荣昌猪保护区

- 四川省
  - 国家级藏猪保护区

- 云南省
  - 国家级藏猪保护区

- 西藏自治区
  - 国家级藏猪保护区

- 甘肃省
  - 国家级天祝白牦牛保护区

- 新疆维吾尔自治区
  - 国家级和田羊保护区
  - 国家级新疆驴保护区